# Ørbæk Rundhøj
Ørbæk Rundhøj er et fredet fortidsminde i Holstebro Kommune.
Rundhøjen ligger med Gedmose Solcellepark på tre af siderne og umiddelbart nord for Den vestjyske længdebane.
Den er beskrevet som en lyngklædt høj i hede med en højde på 1,5 meter og diameter på 15 meter.
Den nordlige del er påvirket af en grusgrav.
I 2019 var højen gemt bag tæt bevoksning og ikke synlig i landskabet.
Bækken Ørbæk løber øst for rundhøjen fortsætter til mod syd til Storåen.